# Kanton Morlaàs
Kanton Morlaàs (francouzsky Canton de Morlaàs) je francouzský kanton v departementu Pyrénées-Atlantiques v regionu Akvitánie. Tvoří ho 29 obcí.

## Obce kantonu
- Abère
- Andoins
- Anos
- Arrien
- Barinque
- Bernadets
- Buros
- Escoubès
- Eslourenties-Daban
- Espéchède
- Gabaston
- Higuères-Souye
- Lespourcy
- Lombia
- Maucor
- Montardon
- Morlaàs
- Ouillon
- Riupeyrous
- Saint-Armou
- Saint-Castin
- Saint-Jammes
- Saint-Laurent-Bretagne
- Saubole
- Sedzère
- Sendets
- Serres-Castet
- Serres-Morlaàs
- Urost